# Philosindia longicornis
Philosindia longicornis är en stekelart som beskrevs av John S. Noyes och Hayat 1984. Philosindia longicornis ingår i släktet Philosindia och familjen sköldlussteklar. Inga underarter finns listade i Catalogue of Life.